# Dinar Chafizullin
Dinar Ramilewicz Chafizullin, ros. Динар Рамилевич Хафизуллин (ur. 1 maja 1989 w Kazaniu) – rosyjski hokeista narodowości tatarskiej, reprezentant Rosji.

## Kariera
- Ak Bars 2 Kazań (2004-2007, 2008)
- Ak Bars Kazań (2007, 2011)
- Nieftianik Almietjewsk (2007-2010)
- Witiaź Podolsk (2010-2014)
- SKA Sankt Petersburg (2014-)

Wychowanek Ak Barsu Kazań. Od końca lipca 2010 zawodnik klubu Witiaź, wpierw w Czechowie, od 2013 przeniesionego do Podolska. W tej drużynie jego partnerem w parze obrońców był Aleksiej Troszczinski. Od połowy stycznia 2014 zawodnik SKA Sankt Petersburg (w ramach wymiany, w jego miejsce z Petersburga do Podolska trafił Gieorgij Bierdiukow).
W barwach seniorskiej reprezentacji Rosji uczestniczył w turniejach mistrzostw świata edycji 2018, 2019.

## Sukcesy
Reprezentacyjne
- Brązowy medal mistrzostw świata juniorów do lat 20: 2009
- Brązowy medal mistrzostw świata: 2019

Klubowe
- Puchar Gagarina – mistrzostwo KHL: 2015, 2017 ze SKA
- Złoty medal mistrzostw Rosji: 2015, 2017 ze SKA
- Puchar Kontynentu: 2018 ze SKA
- Brązowy medal mistrzostw Rosji: 2018, 2019 ze SKA

Indywidualne
- KHL (2010/2011): najlepszy pierwszoroczniak miesiąca – listopad 2010
- KHL (2016/2017): piąte miejsce w klasyfikacji +/− w fazie play-off: +12
- KHL (2018/2019):
  - Trzecie miejsce w klasyfikacji asystentów wśród obrońców w fazie play-off: 6 asyst
  - Czwarte miejsce w klasyfikacji kanadyjskiej wśród obrońców w fazie play-off: 8 punktów